# Elena Ceaușescu
Elena Ceaușescu (Petrești, 7 de janeiro de 1916 — Târgoviște, 25 de dezembro de 1989) foi uma cientista romena, esposa do líder comunista da Roménia, Nicolae Ceaușescu, e vice-primeira-ministra da Roménia.

## Passado
Nasceu Elena Petrescu, no seio de uma família de camponeses da aldeia de Petrești, situada no condado de Dâmbovița, pertencente à região informal da Valáquia. A sua família era sustentada por seu pai agricultor. Estudou até à quarta classe, altura em que se mudou com seu irmão para Bucareste, onde trabalhou como assistente de laboratório, antes de encontrar trabalho numa fábrica de têxteis. Aderiu ao Partido Comunista da Roménia em 1937 e conheceu Nicolae Ceaușescu em 1939. Casaram-se em 23 de dezembro de 1947. No dia do casamento, forjou a sua certidão de nascimento, alterando-a de 1916 para 1919, de forma a parecer mais jovem que o seu marido, que era dois anos mais novo. Após a tomada do poder por parte dos comunistas, começou a trabalhar no ministério dos Negócios Estrangeiros, como secretária. Permaneceu uma figura sem importância até à tomada de posse de seu marido como secretário-geral do partido, em 1965. Diz-se que em 1957 era cientista investigadora no Instituto Nacional de Pesquisa em Química (ICECHIM), embora este título tenha sido forjado. Em 1964, era a directora desse instituto.

## Carreira

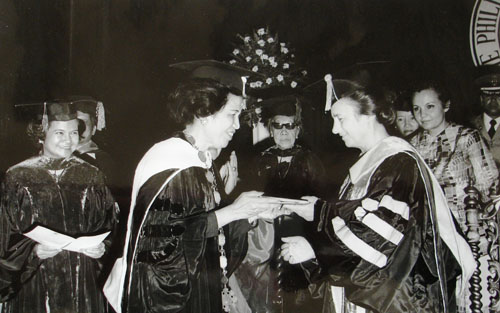
Elena Ceaușescu agraciada com um doutoramento honoris causa em Manila, em 1975.

No regime de seu marido, tornou-se uma figura proeminente da política romena. Em público, Elena Ceaușescu dizia que era uma honra ser tratada por "camarada". Mas, expatriados romenos nos Estados Unidos referiam-se a ela, com frequência, como "Madame Ceaușescu", com grande desdém. O seu título oficial era "A melhor mãe que a Roménia poderia ter". Porém, ela não era particularmente maternal, tendo chegado a afirmar sobre os seus compatriotas que "os vermes nunca estão satisfeitos, mesmo que lhes demos muita comida". É bem possível que Elena Ceaușescu fosse a pessoa mais odiada na Roménia durante o governo de 25 anos do seu marido.
Apesar de Elena Ceaușescu ter sido limitada nos seus estudos (chegou a ser expulsa de um exame de química para adultos, por copiar), recebeu muitos títulos honorários por mérito científico na área da química de polímeros, durante o período em que a Roménia foi liderada por seu marido (durante o julgamento encenado e rápido que pôs fim à sua vida, foi acusada pelo seu interrogador, o general Gică Popa, de ter alguém a escrever os seus artigos científicos por si). Entre as honras recebidas, contam-se, uma associação honorária à Sociedade Real de Química do Reino Unido (assim como um doutoramento honoris causa), a admissão como membro honorário da Academia de Ciências do Illinois, só para citar algumas. Apesar de ela ter recebido todos estes prémios, pesquisas efectuadas sobre a política romena da altura indicam que ela obteve todas elas através de dinheiro e não por mérito.
A partir de Julho de 1972, foram-lhe atribuídas várias secções, em níveis de topo, no Partido Comunista Romeno. Em junho de 1973, tornou-se membro do Politburo do Partido Comunista Romeno, tornando-se a segunda figura mais influente, logo a seguir a seu marido. Era profundamente empenhada na administração do partido, ao lado de Nicolae. Juntos, instituíram regras rígidas para as suas relações públicas com o povo, que foram seguidas à letra. Em 1974, foi admitida como membro da Academia Romena. A 12 de Junho de 1975 foi agraciada com o Grande-Colar da Ordem do Infante D. Henrique de Portugal. Em 1980, tornou-se vice-primeira-ministra da Roménia. O jornal do Partido Comunista Romeno de então, o Scînțeia, chegou a designá-la como Vice-presidente, camarada, académica, doutora, engenheira Elena Ceaușescu.
Os romenos acusam-na de ser responsável pela eliminação do controle de natalidade que criou uma crise durante os anos 1970 e 80, resultando numa enchente de crianças indesejadas, que eram acolhidas em orfanatos sem condições, por todo o país. Elena Ceaușescu liderou também a comissão para a saúde, que negou a existência da AIDS na Romênia, conduzindo a uma das maiores epidemias, incluindo casos pediátricos, no mundo ocidental. Com a maior parte dos médicos da Romênia defasados em relação à medicina ocidental e diante da vultosa escassez de alimentos que assolava o país, muitos órfãos padeciam de doenças e moléstias. Como tratamento, os médicos romenos recomendavam transfusão de sangue, ignorando a epidemia de HIV que assolava o mundo naquele momento. Apesar destes fatos, Elena Ceausescu continuou a negar a epidemia, inclusive proibindo os exames de sangue em seu país sob o pretexto de que a AIDS era uma "doença ocidental do momento".
Foi também responsável pela destruição de igrejas e pelo racionamento de comida que existiu na Roménia nos anos 1980.

## A queda
Elena Ceaușescu fugiu com seu marido em 22 de dezembro de 1989, após os eventos em Timișoara que conduziram à revolução romena, mas acabou por ser capturada juntamente como ele. Durante o julgamento que se seguiu, recusou-se a responder às perguntas que lhe eram feitas e a reconhecer qualquer legitimidade aos seus acusadores, proclamando vigorosamente que não sabiam com quem estavam a falar e que estavam a usar um tom de voz insultuoso. De acordo com o seus carrasco, Ionel Boeru, após o anúncio da pena de morte, "Elena cheirava mal como uma pedinte, com o medo". Elena Ceaușescu e seu marido foram executados na tarde de 25 de dezembro de 1989, em Târgoviște. Tinha quase 74 anos de idade. A sua mãe com quase 100 anos sobreviveu, assim como o seu irmão Gheorghe Petrescu (também uma figura importante no partido) e os seus três filhos: Valentin Ceaușescu (adotado e nascido em 1948), Zoia Ceaușescu (1950 - 2006) e Nicu Ceaușescu (1951 - 1996), que também era um membro muito importante do Partido Comunista Romeno.
Sepultada no Cemitério Ghencea.

## Publicações
- Research work on synthesis and characterization of macromolecular compounds, Editura Academici Republicii Socialiste România, 1974
- Stereospecific Polymerization of Isoprene, 1982
- Nouvelles Recherches Dans Le Domaine Des Composes Macromoleculaire, 1984
- Dostizheniia v khimii i tekhnologii polimerov,1988